# دميترو رزنيك
دميترو رزنيك (مواليد 30 يناير 1999) هو لاعب كرة قدم أوكراني يلعب كحارس مرمى في نادي فورسكلا بولتافا.

## روابط خارجية
- دميترو رزنيك على موقع الاتحاد الأوربي (الإنجليزية)
- دميترو رزنيك على موقع اتحاد أوكرانيا (الإنجليزية)
- دميترو رزنيك على موقع قاعدة بيانات كرة القدم.إي يو (الإنجليزية)
- دميترو رزنيك على موقع Soccerway.com (الإنجليزية)
- دميترو رزنيك على موقع عالم كرة القدم.نت (الإنجليزية)